# علی خان تپه
علی خان تپه مربوط به هزاره ۱و ۲ قبل از میلاد است و در شهرستان ارومیه، بخش نازلو، دهستان نازلو چای، روستای ساریجایلو واقع شده و این اثر در تاریخ ۷ اسفند ۱۳۸۵ با شمارهٔ ثبت ۱۷۶۹۷ به‌عنوان یکی از آثار ملی ایران به ثبت رسیده است.